# Ратник (филм)
Ратник (енгл. Warrior) америчка је спортска драма из 2011. режисера, сценаристе и продуцента Гавина О'Конора у којој наступају Том Харди, Џоел Еџертон и Ник Нолти. 
Радња прати два отуђена брата који су након година раздвојености приморани да се боре један против другог на турниру мешовитих борилачких вештина „Спарта“, чији победник осваја награду вредну пет милиона долара.
Упркос слабој заради на биоскопским благајнама, Ратник је наишао на добар пријем код критичара, а изведба Ника Нолтија била је номинована за неколицину награда, међу којима су Оскар и Награда Удружења глумаца у категорији „Најбољи глумац у споредној улози“.

## Улоге
| Глумац          | Улога          |
| --------------- | -------------- |
| Том Харди       | Томи Конлон    |
| Џоел Еџертон    | Брендон Конлон |
| Ник Нолти       | Педи Конлон    |
| Џенифер Морисон | Тес Конлон     |
| Франк Грило     | Френк Кампана  |
| Кевин Дан       | Џо Зито        |